# برمجية تجسس
برمجية تجسس (بالإنجليزية: spyware) هي برامج حاسوبية تُثبت خلسةً على أجهزة الحاسوب للتجسس على المستخدمين أو للسيطرة جزئيًا على الحاسوب الشخصي، من دون علم المستخدم. وفي حين أن الاسم (برامج التجسس) يشير إلى البرامج السرية التي تراقب سلوك المستخدمين، إلا أن مهامها تتعدى بكثير مجرد الرصد. برامج التجسس تستطيع جمع مختلف المعلومات الشخصية، مثل نشاط تصفح الإنترنت، ورصد المواقع التي تمت زيارتها. ويمكن لهذه البرامج أيضا أن تسيطر على الكمبيوتر المصاب بها، وتتحكم به وتقوم بعدة مهام، مثل: تركيب برامج إضافية، وتحويل عائدات دعائية لطرف ثالث، وتغيير الصفحة الرئيسية لمتصفح الويب، وإعادة توجيه متصفح الويب، والتوجيه لمواقع ويب ضارة ومفخخة من شأنها أن تتسبب بالمزيد من الفيروسات، يمكن أيضا لبرامج التجسس أن تغير إعدادات الحاسوب، مما قد يؤدي إلى بطء والتأثير على الاتصال بشبكة الانترنت.
مع ظهور برامج التجسس، ظهرت صناعات صغيرة تعمل على مكافحتها، وقد أصبحت برامج مكافحة التجسس من أهم البرامج في مجال أمن الكمبيوتر، كما أُصدِرت عدة قوانين في مختلف أنحاء العالم تدين المتسببين بهذه البرامج والتي تُحْمَل بطريقة مخفية في الكمبيوتر بهدف السيطرة عليه .

## مقدمة عن البرامج التجسسية
يعتبر التجسس نوع من أنواع برامج الحواسيب التي ترتبط بواسطة طرق معينة بنظام التشغيل الخاص بك، تستطيع برامج الحواسيب امتصاص المعلومات من قوة معالجة حاسوبك وقد صممت لتتبع خطواتك على الشبكة (الانترنت).
بينت التقييمات الحديثة أن أكثر من ثلثي الحواسيب الشخصية تتأثر ببعض أنواع برامج التجسس، ولكن قبل نبذ حاسوبك عليك ان تقرأ هذه المقالة؛ حيث سنوضح فيها كيف يظهر التجسس في حاسوبك وما هي الطريقة للتخلص منه.
بعض الناس يخلط بين برامج التجسس وفيروسات الحواسيب، فيروسات الحواسيب هي عبارة عن جزء من شيفرة أو رموز صممت لنسخ نفسها نسخا غزيراً، وهي تنتشر من حاسوب مرتبط مع حاسوب آخر، وعادةً ما ينتقل بين الحواسيب وقد يدمر الفيروس الملفات الشخصية أو حتى نظام التشغيل.
أما برامج التجسس فهي غير مصممة لتدمير الحاسوب، بل هي برنامج يدخل على جهازك بدون إذن ويختفي في الخلفية بينما يحدث تغييرات غير مرغوب بها للمستخدم، وتسبب برامج التجسس تخريب الملفات لحقيق أهدف دعائية.
ومن شركات التجسس المشهورة: Gator، Bonzi Buddy, 180 Solutions, DirectRevenue, Cydoor, CoolWebSearch, Xupiter, XXXDial and Euniverse

## كيفية انتقال برامج التجسس
تنتقل برامج التجسس إلى الحواسيب عادة بسبب ارتكاب خطأ ما من قبل المستخدم، كالضغط على أحد أزرار المنبثقات (POP UPS) بنقل البرامج التجسسية أو تحميل رزم برامج غير آمنة أو الموافقة على إضافة خصائص غير موثوقة من مصدرها إلى برنامج تصفح الشبكة (الإنترنت). حيث تعمل بعض هذه البرامج على خداع المستخدم وحثه على تحميلها وذلك عن طريق إظهار تنبيهات زائفة تخص النظام أو حتى عن طريق إجبار المستخدم الضغط على أزرار الإلغاء في حين أن هذه الأزرار هي بالفعل تقوم بعكس ذلك تمامًا.
مدرج أدناه بعض أهم الوسائل التي تقوم بها هذه البرامج التجسسية بهدف التسلل إلى الحواسيب:
1. البرامج التي تُحمل والتي تعتمد بطبيعتها على تحميل برامج تجسسية كجزء أساسي منها، وإذا لم تُقرأ تفاصيل التحميل بتمعن فإن المستخدم فلن يلحظ وجود مثل هذه الإضافات (التجسسية) على البرامج التي يرغب بتحميلها، حيث تكون هذه النوعية من البرامج معروضة للمستخدم دون أي مقابل (مجانية) كبديل للبرامج الأصلية الآمنة والتي تعود لمصادر موثوق بها والتي لها سعر فعلي (ليست مجانية).
2. البرامج المقادة من برامج التنزيل عبر شبكة الإنترنت أو بعض المنبثقات التي تفاجئ المستخدم محاولة تحميل نفسها على الحواسيب ناقلة بذلك برامج تجسسية، حيث يكون الإنذار الوحيد هو ذلك الذي يظهر كرسالة عادية للاستعلام عن إمكانية تحميل البرنامج أو عدم تحميله.
3. الإضافات على برنامج تصفح الشابكة (الإنترنت)، وتعتبر هذه الإضافات كأجزاء من برامج تضفي بعض التحسينات أو التعديلات على برامج تصفح الشبكة، ومنها شريط أدوات إضافي، برامج الأصدقاء المتحركة (animation pal) وصناديق البحث الإضافية، في بعض الأحيان تقوم هذه البرامج فعلياً بعملها الأساسي ولكن تتضمن أجزاء منها على برامج تجسسية كجزء من عملها، في حين أن بعض هذه البرامج هي فعلاً برامج تجسسية بحتة مهمتها الإضافات السيئة والتي تعتبر برامج خاطفة مغروسة بعمق داخل جهاز الحاسوب والتي يتطلب نزعها جهد كبير.
4. البرامج المتنكرة بشكل برامج محاربة للبرامج التجسسية، تعتبر هذه البرامج من أخطر الحيل المستخدمة لتحميل البرامج التجسسية حيث تقوم هذه البرامج المتخفية بإقناع المستخدم بأنها أداة تساعد على كشف وإزالة البرامج التجسسية.

## آلية عمل برامج التجسس
بإمكان برامج التجسس القيام بأمور عديدة عندما تتسلل إلى جهازك الخاص، فبرنامج التجسس يعمل على أنه برنامج مخفي يُشغل عند تشغيل الجهاز يجعل الجهاز بطيء نوعا ما، ويتحكم في محرك شبكة الإنترنت بحيث يجعل تحميل الصفحات بطيء، ويتحكم في تشغيل وإلغاء الصفحات، أو في عملية البحث على شبكة الإنترنت ونتيجة البحث.
التسلل والسرقة
تتسلل البرامج التجسسية إلى الحاسوب وتعمل مثل الجاسوس الحقيقي؛ بحيث تتجسس على المستخدم وتعرف اسمه والرقم السري الخاص به، ولها أدوات وطرق شبيهه بالفيروس أو لصوص الحاسوب.
وهي تظهر للمستخدم لكي تخدعه على شكل إعلان أو تحميل لصفحة ما، أو تفاجئه بجعله متحمساً للاشتراك دون تفكير أو حذر، أو تفتح بريده الخاص، أو تظهر على أنها الصفحة المطلوبة وتسرق عنوانه وتتحكم في عمله، ومن هنا تتمكن من انتحال شخصيته وحيازة خصوصياته.
وإن كان المستخدم من محبي التسوق والاشتراك في مواقع البيع والشراء مثل أمازون وإيباي، تقوم بسرقة رقم بطاقة الائتمان الخاصة به، أي أنها تسلب المستخدم كامل حقوقه وخصوصياته، وتتحكم في الجهاز من حيث السرعة والدقة والسعة.

## كيف تعمل البرامج المضادة للبرمجيات التجسسية؟

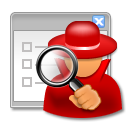
رمز HijackThis

يمكن لبرامج مكافحة برامج التجسس مكافحة برامج التجسس بطريقتين:
يمكنهم توفير الحماية في الوقت الحقيقي بطريقة مماثلة لتلك الخاصة ببرامج الحماية من الفيروسات: تُفحص جميع بيانات الشبكة الواردة بحثًا عن برامج التجسس، وتُحظر أي تهديدات تُكتشف .
يمكن استخدام برامج مكافحة برامج التجسس فقط للكشف عن برامج التجسس التي ثُبِّتَت بالفعل في الكمبيوتر وإزالتها. غالبًا ما يتم تعيين هذا النوع من برامج مكافحة برامج التجسس للعمل وفقًا لجدول زمني منتظم.
تقوم هذه البرامج بفحص محتويات سجل الويندوز وملفات نظام التشغيل والبرامج المثبتة، وتنزيل الملفات والإدخالات التي تتطابق مع قائمة برامج التجسس المعروفة، تعمل الحماية من برامج التجسس بشكل مماثل للحماية من الفيروسات، حيث يقوم البرنامج بفحص ملفات القرص في وقت التنزيل، ويمنع نشاط المكونات المعروفة بأنها تمثل برامج تجسس، وفي بعض الحالات، قد يعترض أيضًا محاولات تثبيت عناصر بدء التشغيل أو تعديل إعدادات المستعرض، وقد ركزت الإصدارات السابقة من برامج مكافحة برامج التجسس بشكل أساسي على الكشف والإزالة. قام Javacool Software's SpywareBlaster، وهو أحد أوائل البرامج التي تقدم الحماية في الوقت الحالي، وذلك من خلال حظر تثبيت برامج التجسس المستندة إلى ActiveX.
تتطلب العديد من أدوات مكافحة برامج التجسس/برامج الإعلانات المتسللة قاعدة بيانات محدثة بشكل متكرر، تتيح لمطوري برامج مكافحة التجسس اكتشاف برامج التجسس الجديدة وتقييمها، نتيجة لذلك تكون برامج مكافحة برامج التجسس ذات فائدة محدودة بدون تحديثات منتظمة، قد تُثَبَّت تلقائياً أو يدوياً.
طُوِّرَت أداة هيجاك  HJT لإزالة برامج التجسس العامة، ويحتاج مستخدميها إلى درجة معينة من الخبرة، وهي تقوم بمسح مناطق معينة من نظام التشغيل Windows حيث توجد برامج التجسس غالبًا، وتقدم قائمة بالعناصر المطلوب حذفها يدويًا، ونظرًا لأن معظم العناصر عبارة عن ملفات Windows / إدخالات تسجيل شرعية، يُنصح الأشخاص الأقل معرفة بهذا الموضوع بنشر سجل HijackThis على العديد من مواقع مكافحة برامج التجسس والسماح للخبراء بتحديد ما يجب حذفه.
إذا لم يُحْظَر برنامج التجسس وتمكن من تثبيت نفسه، فقد يقاوم محاولات إنهاءه أو إلغاء تثبيته. تعمل بعض البرامج في أزواج؛ عندما يقوم مستكشف البرمجيات الخبيثة بالبحث لمكافحة برامج التجسس (أو المستخدم) بإنهاء عملية تشغيل واحدة، يقوم الآخر بإعادة نشر البرنامج الذي أُوقِف، وبالمثل ستكتشف بعض برامج التجسس محاولات إزالة مفاتيح التسجيل وإضافتها على الفور مرة أخرى، وعادةً ما يسمح تمهيد الكمبيوتر المصاب بجعله في الوضع الآمن لبرنامج مكافحة برامج التجسس بفرصة أفضل لإزالة برامج التجسس المستمرة، وقد ينجح أيضًا قتل شجرة العملية.

## المشروعية
هل من القانوني تنزيل برامج من الصعب التخلص منها دون إذن المستخدم؟ ليس تماما.
هنالك جزء متزايد من التشريع الدولي يمنع وبكل وضوح وصراحة البرامج التجسسية بما في ذلك:
- قانون التحكم بالجواسيس في(UTAH).
- وقانون حماية المستهلك ضد جواسيس الحاسوب في كاليفورنيا.

لكن حتى وبدون هذه القوانين الدولية، فإن القانون الفيدرالي قد منع مسبقا البرامج التجسسية، وقد غطى قانون الاحتيال والانتهاك أي تنزيل غير قانوني للبرمجيات.
إن الممارسات التجارية المضللة من أي نوع، تخرق قانون العمولة التجارية الفيدرالي، بالإضافة لذلك فإن قانون عزلة التجارة الإلكترونية جعل اختراق الإجراءات الأمنية لمعلومات الزبائن الشخصية من قبل الشركات أمر غير قانوني، تماما كما في قوانين (Anti-spam).
قد يكون من الصعب تطبيق قوانين التجسس بشكل عملي في نفس الوقت الذي يقوم فيه مجرمي التجسس بعملية التجسس، وقد يكون من الصعب جداً إيجاد دلائل قوية تربط الشركات الفردية بنتائج البرامج التجسسية، كما هو الحال في كل مواقع شبكة الإنترنت القانونية ذات العلاقة، فإنهم يقاتلون عادة ضد قاضي المحكمة الذي يرفض القضايا المماثلة لمجرد كونها غير قانونية، فهذا لا يعني أن إيقافها سهل.
1)كيف يمكنك أن تحمي نفسك من البرامج التجسسية؟
2)وما الذي يمكنك فعله إذا كنت تعتقد أن هناك بعض البرامج التجسسية مسبقاً على جهازك؟
إليك بعض الاقتراحات:
استخدام برامج خاصة للبحث عن البرامج التجسسية: هناك العديد من التطبيقات التي من الممكن استخدامها من أجل اكتشاف وإزالة البرامج التجسسية بشكل أكيد، ومن ضمنها (Ad-aware, Spybot and Microsoft AntiSpyware)، البرامج الثلاثة متاحة مجانا للاستخدام الشخصي وتعمل تماما مثل برامج الحماية من الفيروسات لديك، وبإمكانها تزويد جهازك بحماية واكتشاف فعالين، كما تقوم باكتشاف ملفات تحمل تلقائيا من قبل مواقع الإنترنت وتقوم بإخبارك أي المواقع تتصل بها / يرتبطون بها.
ملاحظة: بمجرد أن تعرف أي البرامج التجسسية على جهازك ستحتاج في بعض الحالات إلى أن تبحث عن تعليمات محددة للتخلص منها، إن الاتصال ببعض من هذه التعليمات مبوب في صندوق المساعدة الخاص بالبرامج التجسسية.
هنا مزيد من الحلول، استخدم قفل مفاجئ:
العديد من برامج تصفح الشبكة(الإنترنت) الحالية بما فيها (Internet Explorer 6.0) و (Mozilla Firefox 1.0) تمتلك المقدرة على صد المنبثقات من خلال تقديم خدمة (Pop- Up Windows)، هذه الخدمة يمكن أن تهيأ لتبقى مفعلة طوال الوقت أو لتقوم بتنبيهك في كل مرة يرغب الموقع بإظهار منبثقة، وبإمكانها كذلك إخبارك عن مصادر المنبثقة (Pop- Ups) وبصورة انتقائية تقوم بقبول المنبثقات من مصادر موثوقة.
قم بإيقاف تفعيل (Active- x):
تمتلك أغلب البواحيث (محركات البحث) معايير أمنية لها أفضلية على غيرها والتي تسمح لك بتحديد نشاطات مواقع الويب التي يسمح لها أن تعمل على جهازك، بما أن العديد من تطبيقات البرامج التجسسية تقوم بانتهاز رمز خاص في برنامج التشغيل الخاص يسمى (Active – x) على نوافذ تصفح الشبكة (الإنترنت)، لاحظ أنك إذا قمت بذلك فإنك ستقوم كذلك برفض المستخدمين القانونيين لل (Active- x)، الأمر الذي قد يؤثر على فعالية بعض مواقع الويب.
قم باستخدام (×) لإغلاق النوافذ التي تظهر بشكل مفاجئ:
يجب أن تتوصل لمعرفة كيف تبدو رسائل نظام جهازك الحاسوب، حتى تتمكن من الاكتشاف المزيف منها، فإنه عادة من السهل إلى حد ما إيجاد الفرق بمجرد أن تعرف الشكل المعتاد لإنذارات/لرسائل نظامك، أبقى بعيدا عن أزرار (No Thanks) (If you can help it) وبدلا من ذلك قم بإغلاق النافذة باستخدام "×".

## الفيروسات والبرامج الدودية

### ما هي الفيروسات والبرامج الدودية، وأحصنة طروادة
إن الفيروسات والبرامج الدودية وأحصنة طروادة هي عبارة عن برامج ضارة قد تسبب الضرر للحاسوب والمعلومات الموجودة عليه، كما يمكنها أن تتسبب في إبطاء سرعة الشبكة (الإنترنت)، وقد تستخدم حاسوبك لتنتقل إلى حواسيب الأصدقاء، والعائلة، والزملاء في العمل، وفي سائر شبكة الويب، والأمر الجيد هو أنه بقليل من الوقاية وتحكيم المنطق، تكون أقل عرضة لهذه التهديدات.

### ما هو الفيروس؟
الفيروس هو مجموعة هو تعليمات برمجية تمت كتابتها بهدف واضح وهو نسخ نفسها، يرفق الفيروس نفسه ببرنامج مضيف ثم يحاول الانتشار من حاسوب إلى آخر، وقد يؤدي إلى إعطاب الأجهزة أو البرامج أو المعلومات، كما تتفاوت الفيروسات التي تصيب البشر في خطورتها من مرض الإيبولا إلى الإنفلونزا البسيطة التي تستمر لمدة 24 ساعة فقط، فإن فيروسات الحاسوب تتفاوت من تلك التي تسبب إزعاجاً بسيطاً إلى تلك التي تسبب خراباً شاملاً، والفيروس الحقيقي لا ينتشر بدون تدخل بشري؛ يجب على أحد أن يتشارك في ملف أو يقوم بإرسال بريد إلكتروني كي يتحرك الفيروس.

### كيف بإمكاني معرفة ما إذا كان لدي فيروس؟
عند فتح وتشغيل برنامج مصاب، قد لا تعلم بأن حاسوبك قد أصيب بفيروس، من المحتمل أن يصبح الحاسوب بطيئاً أو يتعطل ويقوم بإعادة التشغيل كل بضع دقائق، أحياناً يهاجم الفيروس الملفات التي يحتاج إليها الحاسوب للإقلاع، في هذه الحالة قد تضغط زر التشغيل لتجد نفسك تحدق في شاشة فارغة، تشكل كافة هذه الأعراض إشارات شائعة لإصابة الحاسوب بفيروس بالرغم من أنها أيضاً قد تكون ناتجة عن مشاكل في الأجهزة أو البرامج لا علاقة لها بالفيروسات.
احذر من الرسائل التي تشير إلى أنك قد أرسلت بريداً إلكترونياً يحتوي على فيروس، فقد يعني ذلك أن الفيروس قد سجل عنوان البريد الإلكتروني الخاص بك كمرسل لبريد إلكتروني ملوث، هذا لا يعني بالضرورة أن الفيروس موجود لديك، بعض الفيروسات لها القدرة على تزوير عناوين البريد الإلكتروني، ما لم يكن لديك برنامج لمكافحة الفيروسات مثبت على الحاسوب ومحدّث، فليس هناك طريقة أكيدة لمعرفة ما إذا كان لديك فيروس أم لا.

### تقليل خطر الإصابة بفيروس
من أكثر مسببات الفايروسات هي الضغط على الروابط المشبوهة والتحميل من المواقع الخطرة غير الآمنة، لذلك يجب عليك أن لا تفتح أي روابط مجهولة المصدر والابتعاد قدر المستطاع عن المواقع الغريبة.
حاول تشغيل برنامج لمكافحة الفايروسات بنظام أسبوعي أو يومي لفحص الجهاز والتأكد من خلوه من أي أخطار أو فايروسات.
لا شيء بإمكانه أن يضمن أمان الحاسوب بنسبة 100%، مع ذلك بإمكانك متابعة تحسين أمان حاسوبك إذا حافظت على تحديث البرامج واستمريت في الاشتراك ببرنامج لمكافحة الفيروسات.